# Liptena eukrines
Liptena eukrines är en fjärilsart som beskrevs av Druce 1905. Liptena eukrines ingår i släktet Liptena och familjen juvelvingar. Inga underarter finns listade i Catalogue of Life.